# Atentados anarquistas nos Estados Unidos em 1919

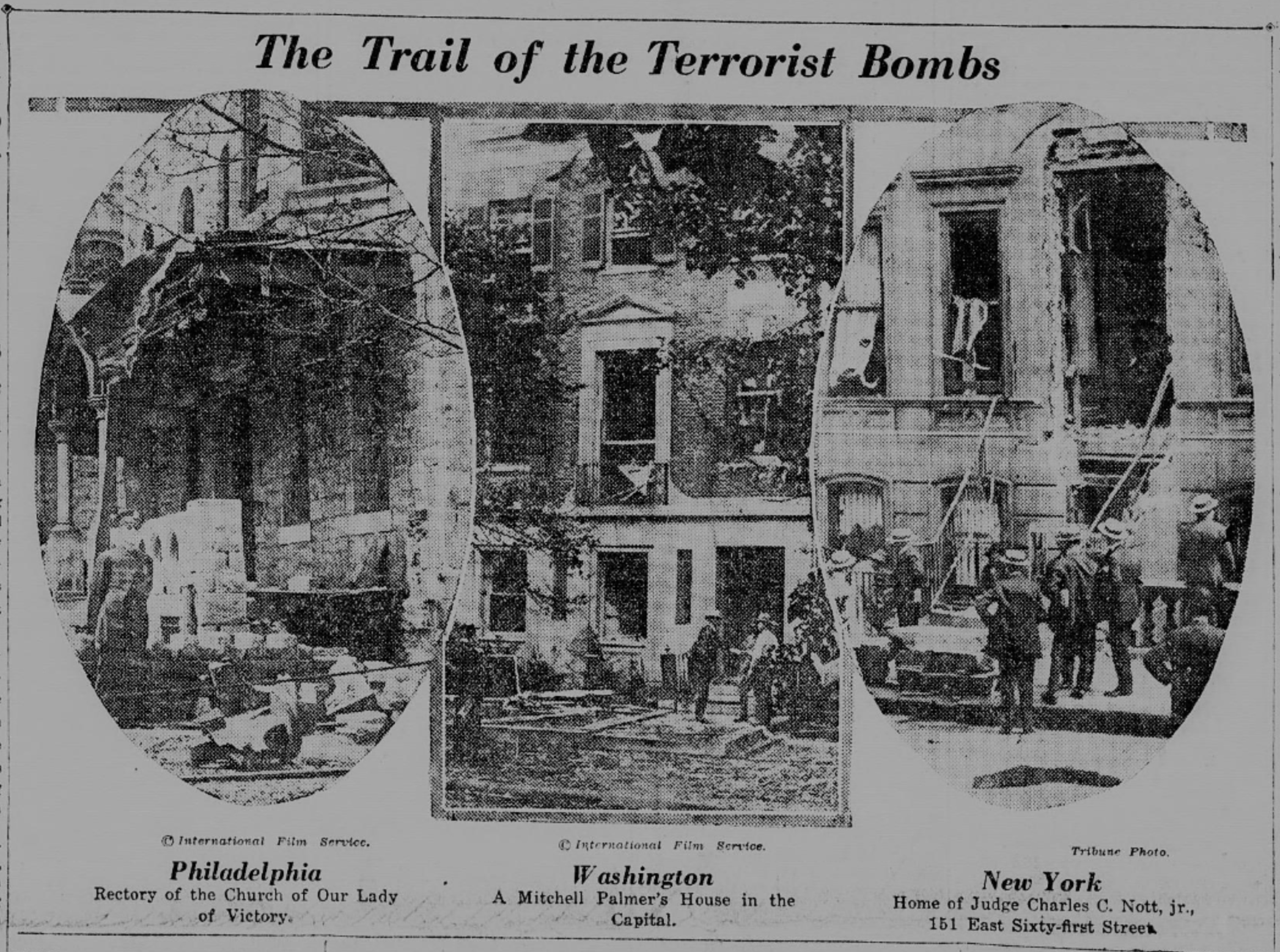
4 de junho de 1919, cobertura do New York Tribune dos atentados

Uma série de atentados foram realizados ou tentados por galleanistas (seguidores ou apoiadores do anarquista insurrecional Luigi Galleani) de abril a junho de 1919. Os alvos incluíam políticos anti-imigração, funcionários anti-anarquistas e empresários proeminentes, bem como um jornalista e uma igreja. Quase todas as bombas foram enviadas pelo correio. Os atentados foram um dos principais fatores que contribuíram para o Primeiro Susto Vermelho - foi um período durante o início do século 20 na história dos Estados Unidos marcado por um medo generalizado de movimentos de extrema-esquerda, incluindo bolchevismo e anarquismo, devido a eventos reais e imaginários; eventos reais incluíram a Revolução Russa de Outubro de 1917. Duas pessoas morreram, incluindo um dos bombistas, e duas ficaram feridas.

## Resposta
Alimentada pela agitação trabalhista e pelos atentados anarquistas e depois estimulada pela tentativa do procurador-geral A. Mitchell Palmer de suprimir organizações trabalhistas radicais e não radicais, a resposta aos atentados foi caracterizada por retórica exagerada, buscas e apreensões ilegais, prisões e detenções injustificadas e a deportação de várias centenas de supostos radicais e anarquistas. Palmer, duas vezes alvo de bombas anarquistas, organizou a série nacional de ações policiais conhecidas como incursões de Palmer em novembro de 1919 e janeiro de 1920. Sob suspeita de violar a Lei de Espionagem, a Lei de Sedição e/ou a Lei de Imigração de 1918, aproximadamente 10 000 pessoas foram presas, das quais 3 500 foram detidas. Dos detidos em detenção, 556 estrangeiros residentes acabaram por ser deportados. 